# 邵甘
邵甘（？—？），滿州正黃旗人，清代官員。
原為兵部督捕左侍郎，於康熙二十年（1681年）五月辛未－康熙二十三年（1684年）十二月戊戌，奉旨接替帥顏保擔任漕運總督一職，同清朝九位最高級的封疆大臣品級，後因貪腐與身為太子支持者牽扯到索額圖獲罪案，以黨附索額圖之罪，被罷官並禁鋼。